# Историја Португалије
Просторима Португалије током историје прошли су и задржали се многи народи и цивилизације: Ибери, Келти, Феничани и Картагињани, Грци, германска племена (Свеви и Визиготи) и Маври оставили су трага на културу у овој земљи. Име Португалија, само по себи открива делове ране историје ове земље - оно потиче од латинске речи Portus Cale, могуће мешавине грчког и латинског имена које значи „Лепа лука“, или чак мешавине келтског и латинског, или мешавине феничанског и латинског. Историја Португалије се може пратити од пре око 400.000 година, кад је регион садашње Португалије насељавала врста Homo heidelbergensis. Најстарији људски фосил је лобања која је откривена у пећини Ароејра код села Алмонда. Касније су неандерталци обитавали на Иберијском полустрву. Homo sapiens је приспео у Португалију пре око 35.000 година.
Прекелтска племена као што су Кинети, живела су у регионима Алгарве и Доњи Алентежу пре 6. века п. н. е. Они су развили град Тартешани и писани тартешки језик, и оставили су за собом мноштво стела на југу земље. Рано у првом миленијуму п. н. е., више таласа Келта из централне Европе је извршило инвазију и укрстило се са локалним становништвом чиме је формирано неколико етничких група и многа племена. Њихово присуство се може пратити, у ширем смислу, кроз археолошке и лингвистичке доказе. Иако су доминирали већим делом северног и средишњег подручја, нису се могли усталити на југу, који је задржао свој неиндоевропски карактер до римског освајања. Нека мала, полутрајна обалска насеља су основали феничанско-картагињани на јужној обали.
Римска инвазија у 3. веку п. н. е. трајала је неколико векова, и развијене су римске провинције Лузитанија на југу и Галеција на северу. Бројни римски локалитети обухватају инжењерске радове, купатила, храмове, мостове, путеве, циркусе, позоришта, куће обичних људи, кованице, саркофаге и керамику. Као и у другим деловима Западне Европе, дошло је до наглог опадања заступљености градског живота током мрачног доба након пада Рима. Германска племена (која су Римљани називали варварима) контролисала су ову територију између 5. и 7. века. Тиме су обухваћени Свевско краљевство са центром у Браги и Визиготско краљевство на југу. Под Визиготима се појавила нова класа, племство, која је имала веома велики друштвени и политички утицај током средњег века. Црква је исто тако почела да игра веома важну улогу унутар државе, али како Визиготи нису знали латински, католички бискупи су наставили са римским системом владавине. Клер је почео да се појављује као класа високог ранга.
Португалија је једна од најстаријих европских нација, зачета почетком средњег века. Португалија је свој утицај увећала и проширила током 15. и 16. века, у такозвано Доба открића поставши велика економска, политичка и културна сила и створивши Португалску империју која се простирала од Бразила, преко Африке, Индије и Кине, до Источног Тимора у Индонезији. Крајем XVI века (1580), Португалија је први пут у историји изгубила независност, нашавши се под влашћу Шпаније чиме је почело њено пропадање као велесиле. И после поновног успостављања независности (1640), Португалија је наставила да губи економску и политичку моћ, и то због низа догађаја као што су Лисабонски земљотрес 1755, Наполеонова освајања, стицање независности Бразила (1822) и грађански рат између апсолутиста и либерала. Године 1910. збачена је монархија. Добар део ХХ века, (1927—1974) Португалија је провела под десничарском диктатуром. Дана 25. априла 1974, извршен је лево оријентисани војни пуч звани „Револуција каранфила“ који је збацио репресивни режим после чега је земља прошла кроз велике демократске реформе. Године 1975, Португалија је дала независност својим преосталим колонијама. Португалија је један од оснивача НАТО-а а од 1986. је члан Европске економске заједнице, данашње Европске уније.

## Почеци
У праисторијско доба Иберијско полуострво насељавала су аутохтона племена позната као Ибери. У VII — VI веку пре нове ере на север и запад полуострва у неколико таласа населио се индоевропски народ из централне Европе, Келти. На територијама где су живели заједно Келти и Ибери су се помешали, ствотивши многобројна племена позната под заједничким називом Келтибери. Грци и Феничани-Картагињани имали су мањи утицај преко својих полусталних трговачких испостаја на обали.

## Лузитанија
Рани грчки истраживачи називали су територију на којој са данас простире Португалија „Офијуза“ (змијска земља) пошто су ондашња племена обожавала змије. У то доба Португалију је настањивало неколико малих племена, међу којима је најзначајније било племе Лузитанци, које је живело између река Доуро и Тежо.
Године 219. п. н. е., прве римске трупе продрле су на Иберијско полуострво, да би одатле протерале своје велике ривале Картагињане против којих су водили Пунске ратове. Римско освајање Португалије почело је са југа, где су их дочекали мирољубиви и пријатељски домороци, Кони. Током неколико деценија Римљани су проширили своју власт, но 194. п. н. е. Лузитанци са севера данашње Португалије подигли су се на устанак, потисли Римљане и разорили престоницу Кона, због сарадње са Римом. Лузитански вођа Виријат, отварио је значајне војне успехе против римске војне силе. Рим је успео да угуши устанак и поврати контролу тек подмићивањем лузитанских војсковођа који су убили свога поглавара.
У трећем веку п. н. е. Иберијско полуострво постало је део Римског царства, као провинција Хиспанија. У то доба започет је процес романизације. Римљани су у знатној мери допринели етничкој композицији модерне португалијске популације. Једна варијанта латинског језика (вулгарни латински) постао је доминантан језик у регији.

## Инвазије варвара
Око 500. наше ере, германска племена продрла су на Иберијско полуострво преотевши га од Римског царства. Међу освајачима били су Свеви и Визиготи, који су се населили на територијама које данас припадају Португалији. Вандали и Аламани такође су окупирали део данашње терторије Португалије, но оба су племена протерали или асимилирали Визиготи. За разлику од староседелаца Хиспаноромана, који су великом већином били правоверни хришћани, новопридошли Визиготи су били аријанци.

## Муслиманска освајања
У 8. веку (711), највећи део Иберијског полуострва освојили су Маври (северноафрички Бербери помешани са арапским народима). Маврима је за освајање Хиспаније било потребно свега две године, за разлику од Римљана којима је требало скоро два века. Овај феномен објашњава се великим незадовољством народа визиготском влашћу. Маври су се задржали на полуострву скоро 800 година. У почетку, иберијски маварски емират Ал-Андалуз налазио се под влашћу Дамаска, а доцније је постао независан Кордопски калифат који се потом разбио у низ државица званих таифе. Током векова муслиманске превласти над Иберијом, једина покрајина која је задржала независност била је планинска Астурија, на крајњем северу, где се повукао велики број протераних племића из целе Хиспаније. Одатле је започето хришћанско ослобађање полуострва познато као Реконкиста. Маври су коначно протерани са територије Португалије 1257, када је освојен Алгарве. У то доба Португалија је већ била суверена и целовита краљевина. Од онда јој границе нису мењане, што је чини земљом са најстаријим границама у Европи.